# Río Margua
 (avril 2014).
Le río Margua est une rivière de Colombie et un affluent du río Arauca, donc un sous-affluent de l'Orénoque.

## Géographie
Le río Margua prend sa source sur le versant est de la cordillère Orientale, dans le parc national naturel de Tamá, dans le département de Norte de Santander. Il coule ensuite vers le sud-est avant de rejoindre le río Arauca,.